# Station Czudec
Station Czudec is een spoorwegstation in de Poolse plaats Czudec.